# Alexandra Salmela
Alexandra Salmela (szül. Balážová, Pozsony, 1980. november 7.) szlovák születésű írónő. Finnországban él, finnül és szlovákul is publikál.
Salmela színházi dramaturgként diplomázott a Pozsonyi Színművészeti Főiskolán, emellett finn nyelv és irodalom mesterszakon is a prágai Károly Egyetemen.
Salmela első finn nyelvű regénye, a 27 avagy a halál teszi a művészt 2010-ben jelent meg Finnországban. Megnyerte a Helsingin Sanomat folyóirat irodalmi díját, valamint a Kalle Kaihari-díjat. A művet jelölték a Finlandia-díjra is, amely vitát váltott ki, ugyanis a díjat az akkor érvényben lévő szabályok szerint csak finn állampolgár kaphatta meg, Salmela pedig nem volt az. Később a Finn Könyvalapítvány eltörölte az állampolgárságra vonatkozó szabályt.
2013-ban Salmela megjeleníttette a Zsiráfmama és más agyament felnőttek című mesekönyvet, amely bekerült az Arvid Lydecken-díj jelöltjei közé. A művet egyidejűleg Szlovákiában is kiadták. Salmela második, Antisankari (Antihős) című regénye 2015 szeptemberében jelent meg Finnországban.
Az írónő emellett Katarína Kerekesovával és Katarína Molákovával együtt egy szlovák nyelvű mesekönyvet is kiadott Mimi & Liza címmel.

## Magyarul megjelent művei
- 27 avagy Halál teszi a művészt; ford. Bába Laura; Scolar, Bp., 2016 ISBN 9789632442297
- Zsiráf mama és más agyament felnőttek; ford. Polgár Anikó; Scolar, Bp., 2016 ISBN 9789632446219
- Katarína Kerekesová–Katarína Moláková–Alexandra Salmela: Mimi & Liza; ford. Polgár Anikó; Scolar, Bp., 2016 ISBN 9789632446226

## Fordítás
- Ez a szócikk részben vagy egészben  az   Alexandra Salmela című finn Wikipédia-szócikk ezen változatának fordításán alapul.  Az eredeti cikk szerkesztőit annak laptörténete sorolja fel. Ez a jelzés csupán a megfogalmazás eredetét és a szerzői jogokat jelzi, nem szolgál a cikkben szereplő információk forrásmegjelöléseként.